# Pizza de chocolate

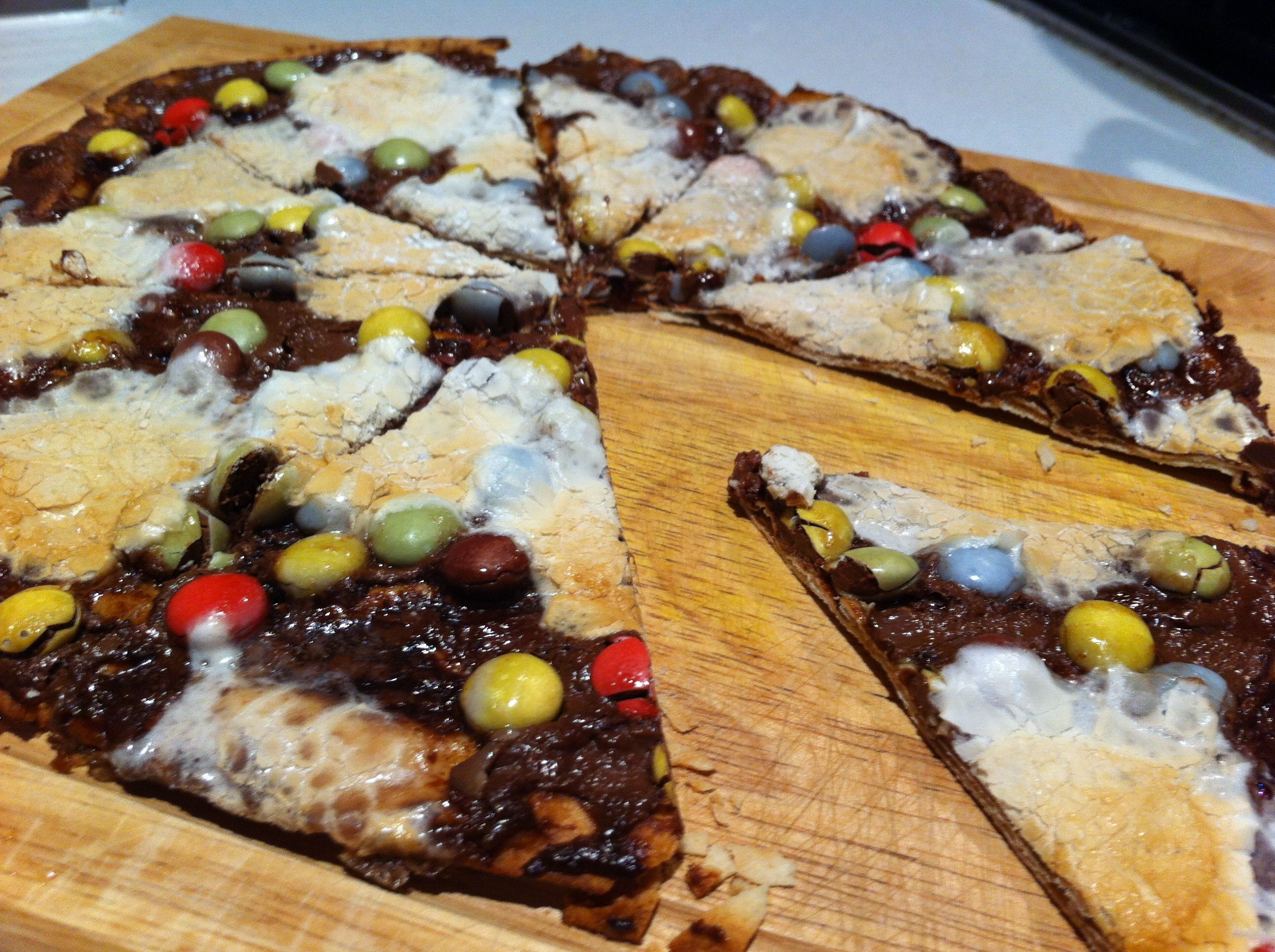
Uma pizza de chocolate em fatias

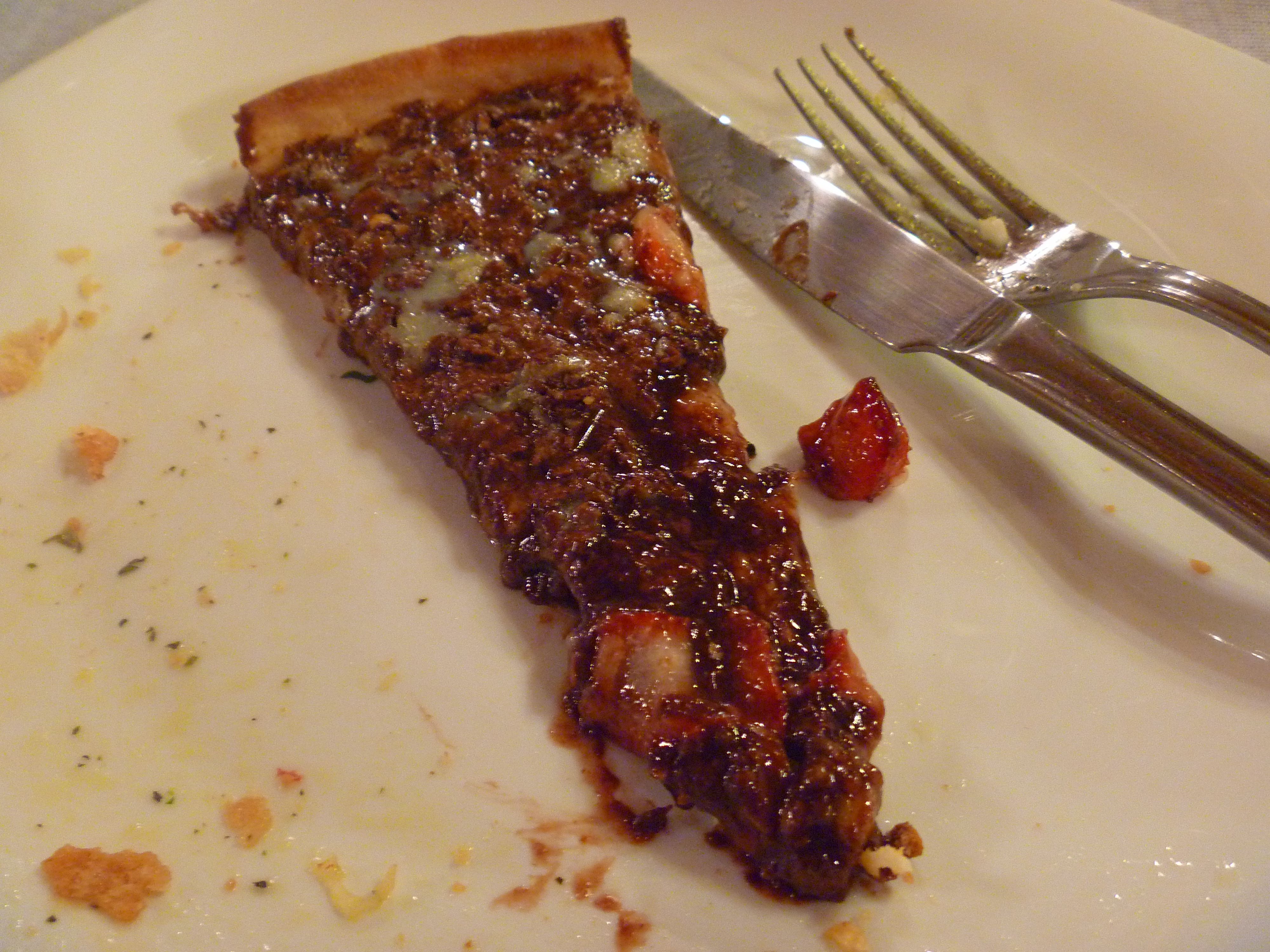
Uma fatia de pizza de chocolate no Brasil

Pizza de chocolate é um tipo de pizza preparada com chocolate como ingrediente principal. Existem vários estilos e técnicas de preparação. A pizza de chocolate pode ser preparada como um prato de sobremesa, como um prato saboroso e como chocolate moldado na forma de uma pizza. Algumas empresas são especializadas em pizzas de chocolate.

## Preparação
Algumas pizzas de chocolate incorporam chocolate à massa da pizza. A pizza de chocolate pode ser servida como um prato doce, tipo sobremesa, ou como um prato saboroso que inclui chocolate. A pizza de chocolate pode ser preparada usando o chocolate para cozinhar antes de assar no forno. Outra variedade é o uso de pasta de avelã após a pizza ser assada. As preparações de pizza de chocolate incluem açúcar de confeiteiro, banana, morangos, marshmallows, granulados, smarties, pedaços de chocolate branco e em alguns casos até sorvete.

## História
A pizza de chocolate combina chocolate e pizza, dois ingredientes populares entre as crianças em idade escolar. A confluência de pizza e chocolate se desenvolveu em paralelo em vários países ocidentais e se tornou uma sobremesa vendida em franquias e redes de restaurantes. A pizza de chocolate também é consumida no Dia dos Namorados, Páscoa e Natal.

## Companhias
A Chocolate Pizza Company nos Estados Unidos é especializada na fabricação de pizzas de chocolate. A sede da empresa está em Marcellus, Nova York.  The Gourmet Chocolate Pizza Company em Cotgrave, Nottinghamshire, Inglaterra, vende pizzas de chocolate preparada com chocolate belga. Essas são pizzas de chocolate para sobremesa que são frias, com o chocolate em forma de pizza. A empresa de pizza take-and-bake Papa Murphy's oferece uma pizza de sobremesa S'mores, que é preparada com gotas de chocolate, marshmallows e cobertura.